# Yttersttjärnen, Ångermanland
Yttersttjärnen är en sjö i Örnsköldsviks kommun i Ångermanland och ingår i Gideälvens huvudavrinningsområde.